# Свети Георги (Мариес)
Вижте пояснителната страница за други значения на Свети Георги.
„Свети Георги“ (на гръцки: Ιερός Ναός Αγίου Γεωργίου) е средновековна православна църква край село Мариес на остров Тасос, Егейска Македония, Гърция, част от Филипийската, Неаполска и Тасоска епархия на Вселенската патриаршия.

## История
Църквата е разположена на около 500 m югозападо от Мариес, вдясно на пътя към Скала Марион. Разрешителното за строеж на храма е от 5 май 1834 година. В нишата на олтара обаче е изписана Света Богородица с Христос и под нея четиримата евангелисти. Според археоложката Евангелия Цури стенописът е от XIII век, което означава, че в 1834 година просто е направен ремонт на византийската църква.

## Архитектура
Църквата е еднокорабен храм с дървен покрив, без трем, построен на склон. Външните размери са 6,66 m x 4,00 m, като дебелината на стените е 0,65 m, а площта е малка – 26,64 m2. Покривът е четирискатен, а покритието от кръгли плочи. Има единична врата от запад. Подът във вътрешността е покрит с боядисани в бяло плочи. Осветлението става от много малък правоъгълен южен прозорец, който първоначално не е имал стъкло.
Във фасадата има вградена раннохристиянска колонка. Църквата е измазана.

## Вътрешност
Иконостасът е дъсчен с два кръгли входа, високи табла и четири икони – от север „Света Богородица“, „Христос Вседържител“, „Свети Георги“ и „Свети Йоан Предтеча“. Едно стъпало води до Светилището, което освен основната ниша има и протезис и диаконикон. Светата трапеза е в конхата.